# Krausz Gergely
Krausz Gergely (Mór, 1993. december 25. –) magyar tollaslabdázó, olimpikon.
23-szoros magyar bajnok, az első magyar férfi tollaslabdázó, aki kijutott az olimpiára.

## Pályafutása
A 2011-es junior Eb-n egyesben és vegyespárosban a 32 között esett ki. A felnőtt csapat Eb-n nem jutott tovább a selejtezőből. A 2013-as vegyes csapat Európa-bajnokságon kiesett a selejtezőben. A 2014-es kontinens bajnokságon egyesben és vegyespárosban (Sárosi Laura) nem jutott tovább. A 2015. évi Európa-játékokon egyesben és vegyespárosban (Sárosi) a 3. fordulóig jutott. 2016-ban tagja volt a vegyes csapat majd a csapat Európa-bajnokságon szerepelt válogatottnak. Az egyéni Eb-n a 32 között kiesett. A 2017-es Európa-bajnokságon az első fordulóban kiesett. Április végén az 57. helyen állt a világranglistán. Ezzel kvalifikálta magát a világbajnokságra. A világbajnokságon a 32 között a világranglista vezető koreai Szon Van Ho ellen kiesett. A 2018-as csapat Európa-bajnokságon nem jutott tovább a selejtezőből. Az egyéni Eb-n a 32-ig jutott. A világbajnokságon az első fordulóban búcsúzott. A 2019. évi Európa-játékokon a selejtetzőcsoportból továbbjutott, de a nyolcaddöntőben kiesett. A világbajnokságon az első fordulóban kiesett. A Tokióban 2021 nyarán megrendezett olimpián mindkét csoportmérkőzését elvesztette, így nem jutott tovább a kieséses szakaszba. Krausz már az olimpiai kvóta megszerzésével is sporttörténelmet írt, ő lett az első magyar férfi tollaslabdázó aki olimpián részt vehetett. 2021 októberében bejelentette a visszavonulását.

## Eredményei
Magyar bajnokság
egyes
- aranyérmes: 2014, 2015, 2016, 2017, 2018, 2019, 2021

páros
- aranyérmes: 2018, 2019, 2021

## Díjai, elismerései
- Az év magyar tollaslabdázója (2014, 2015, 2016, 2017, 2018, 2019, 2020, 2021[15])